# 조아영 (1991년)
조아영(본명: 조자영, 1991년 5월 26일~)은 대한민국의 가수 겸 배우로 걸그룹 달샤벳에서 서브보컬이자 서브래퍼를 맡았었다.

## 음반 활동

### OST
- 2018년 파도야 파도야 OST [멋쟁이 아가씨 쿵짝] [바람개비]

## 학력
- 동덕여자대학교 방송연예과

## 출연작

### TV 드라마
| 연도 | 방송사          | 제목                             | 역할        | 비고 |
| ---- | --------------- | -------------------------------- | ----------- | ---- |
| 2013 | KBS2            | 광고천재 이태백                  | 공선혜      |      |
| 2013 | SBS             | 장옥정, 사랑에 살다              | 명안공주    |      |
| 2014 | JTBC            | 12년만의 재회: 달래 된, 장국     | 박무희      |      |
| 2014 | MBC             | 야경꾼 일지                      | 홍초희      |      |
| 2014 | MBC EVERY1      | 사랑 주파수 37.2                 |             |      |
| 2016 | SBS             | 우리 갑순이                      | 김영란      |      |
| 2018 | KBS2            | 파도야 파도야                    | 오복실      |      |
| 2019 | iHQ DRAMA & MBN | 최고의 치킨                      | 문소담      |      |
| 2020 | tvN             | (아는 건 별로 없지만) 가족입니다 | 젊은 이진숙 |      |

### 영화
- 2013년 노브레싱 - 세미 역
- 2016년 딜쿠샤 (특별출연)